# Le Bourreau turc
Le Bourreau turc je francouzský němý film z roku 1904. Režisérem je Georges Méliès (1861–1938). Film trvá zhruba 3 minuty. Ve Spojených státech vyšel pod názvem The Terrible Turkish Executioner, or It Served Him Right a ve Spojeném království jako What Befell the Turkish Executioner.

## Děj
Kat usekne obří mačetou na náměstí v Konstantinopoli čtyřem vězňům odsouzeným k smrti hlavy, které poté vloží do sudu. Hlavy se začnou v sudu samy pohybovat, až se za zády popravčího postupně spojí se svými těly. Trestanci následně svého utiskovatele chytí a rozpůlí na dvě části. Ten se brzy nato dá zase dohromady a spolu s policií a obyvateli začne uprchlíky pronásledovat.